# 단항 부호
단항 부호는 양의 정수 또는 음수가 아닌 정수를 부호화하는 과정에서 그 길이를 이용하여 자연수를 나타내는 부호화 방식이다. 
0 또는 1의 개수를 세고 반대 기호가 나타나면 읽는걸 종료하는 방식으로 구현되기 때문에 간단하게 구현 할 수 있다.
| n(음수가 아닌 정수) | n(양의 정수) | 부호화 예시 | 다른 표현 방법 |
| ------------------- | ------------ | ----------- | -------------- |
| 0                   | 1            | 0           | 1              |
| 1                   | 2            | 10          | 01             |
| 2                   | 3            | 110         | 001            |
| 3                   | 4            | 1110        | 0001           |
| 4                   | 5            | 11110       | 00001          |
| 5                   | 6            | 111110      | 000001         |
| 6                   | 7            | 1111110     | 0000001        |
| 7                   | 8            | 11111110    | 00000001       |
| 8                   | 9            | 111111110   | 000000001      |
| 9                   | 10           | 1111111110  | 0000000001     |

단항 코딩은 p=0.5인 기하 분포의 경우에 최적으로 동작한다. 
즉, n=1,2,3,... 인 경우에 대하여 다음과 같은 경우이다.
{\displaystyle }

## 같이 보기
- 일진법